# Смехова, Елена Вениаминовна
Еле́на Вениами́новна Сме́хова (род. 30 декабря 1963, Москва, СССР) — российский писатель, журналист, редактор.

## Биография
Родилась в Москве в творческой семье: отец — актер и режиссёр Вениамин Смехов, мать — Алла Смехова, радиожурналист, редактор.

### Творчество
Склонность к сочинительству проявилась ещё в детстве. Первый рассказ Елена Смехова написала в 12 лет по совету отца, который первым разглядел в ней литературные способности. Несмотря на то, что Елена снималась в ряде телевизионных постановок, именно отец самым активным образом отговаривал дочь от актерской карьеры, всячески агитируя за любой вид литературной деятельности.
Первая публикация состоялась в 1981 году, когда Смехова заканчивала школу. В журнале «Литературное обозрение» опубликовали её рецензию на спектакль «Жестокие игры» в Ленкоме. В дальнейшем, Смехова печаталась там по заказу редакции ещё несколько раз.
После окончания Московского государственного института культуры (МГУКИ), поступила в очную аспирантуру на кафедру теории, истории культуры, этики и эстетики.
После окончания ВУЗа работала в методическом отделе ГЦТБ (Государственная Центральная театральная библиотека, ныне — Российская Государственная Библиотека Искусств).
В 1992 году Смехова была приглашена в только созданный еженедельник «Век» вести рубрику «Наш телевизионный знакомый», где публиковались интервью с самыми яркими телеведущими начала девяностых.
В середине 1990-х работала зав. редакцией научно-педагогического журнала «Высшее образование в России», писала научные статьи.
В 2001 году — ведущий редактор в РА «Информкино». В выпускаемом агентством журнале «Кинопроцесс», вела рубрику «Новые книги».
В 2004 году Смехова вновь вернулась к науке. «В Новой российской энциклопедии» (где состояла в должности шеф-редактора), писала статьи в новом для себя энциклопедическом формате. Совмещала эту деятельность с работой заместителя декана по внеучебной работе дневного факультета МГЮА.
В книжной серии «Блокбастер. Экранизируемый роман» (издательство «Центрполиграф») написала ряд послесловий к книгам: «Крестный отец», «Талантливый Мистер Рипли», «Защита Лужина», «Смерть негодяя», «Изгоняющий дьявола».
Писала для журналов: «Кто есть кто», «Лиза», «Новый экран»,"Мostmagazine","Story", «Биография».
На Центральном телевидении была создателем ряда сюжетов программы «На все случаи» (31 канал, 1998 год), а также автором телефильма «Жизнь без вранья» к юбилею Евгения Матвеева (1 канал, 2007 год) и литературным редактором фильма о подвиге летчика Гастелло (телеканал «Россия», 2007 год).
В 2008 году в издательстве «АСТ» в серии «Современная проза» вышел в свет первый роман Елены Смеховой «Французская любовь». В 2011 году — новый роман «Пролетая над Вселенной».
Член Союза писателей Москвы, член Международного Союза Журналистов.
В 2018 году стала лауреатом Евразийской литературной премии в номинации «Художественная литература»,

### Семья
Сестра Алика Смехова.
Сын Леонид Владимирович Смехов (род. 13.04.1987) — преподаватель ораторского искусства, профессор-практик ИБДА РАНХиГС, профессор Caspian University.  Автор книги «Популярная риторика» и «Говори красиво: техники публичного выступления», а также ряда научных и популярных статей по президентской и бизнес-риторике, кандидат исторических наук.